# 崔庠
崔 庠（さい しょう、生年不詳 - 533年）は、北魏の官僚。字は文序。東清河郡鄃県の出身。本貫は清河郡東武城県。

## 経歴
崔長文の従弟にあたる。才幹があった。はじめ侍御史・員外散騎侍郎・給事中に任じられた。たびたび高句麗への使節として出国した。歩兵校尉に転じ、さらに司空掾に転じて、左右直長を兼ねた。後に相州長史として出向した。洛陽に召還されると、河陰県令や洛陽県令に任じられ、剛直なことで知られた。東郡太守に転じた。529年（永安2年）、元顥が南朝梁の支援を得て北進し、東郡の郡境に迫ると、崔庠は郡を放棄して郷里に逃げ帰った。河内に避難していた孝荘帝が洛陽に帰還すると、崔庠は平原伯の爵位を受け、潁川郡太守に任じられた。532年（永熙元年）、東徐州刺史に転じた。533年（永熙2年）5月、城民の王早・蘭宝らに殺害された。後に驃騎将軍・吏部尚書・斉州刺史の位を追贈された。
子の崔罕が平原伯の爵位を嗣いだが、北斉が建国されると、爵位を降格された。

## 伝記資料
- 『魏書』巻67 列伝第55
- 『北史』巻44 列伝第32